# Fuente de Neveros

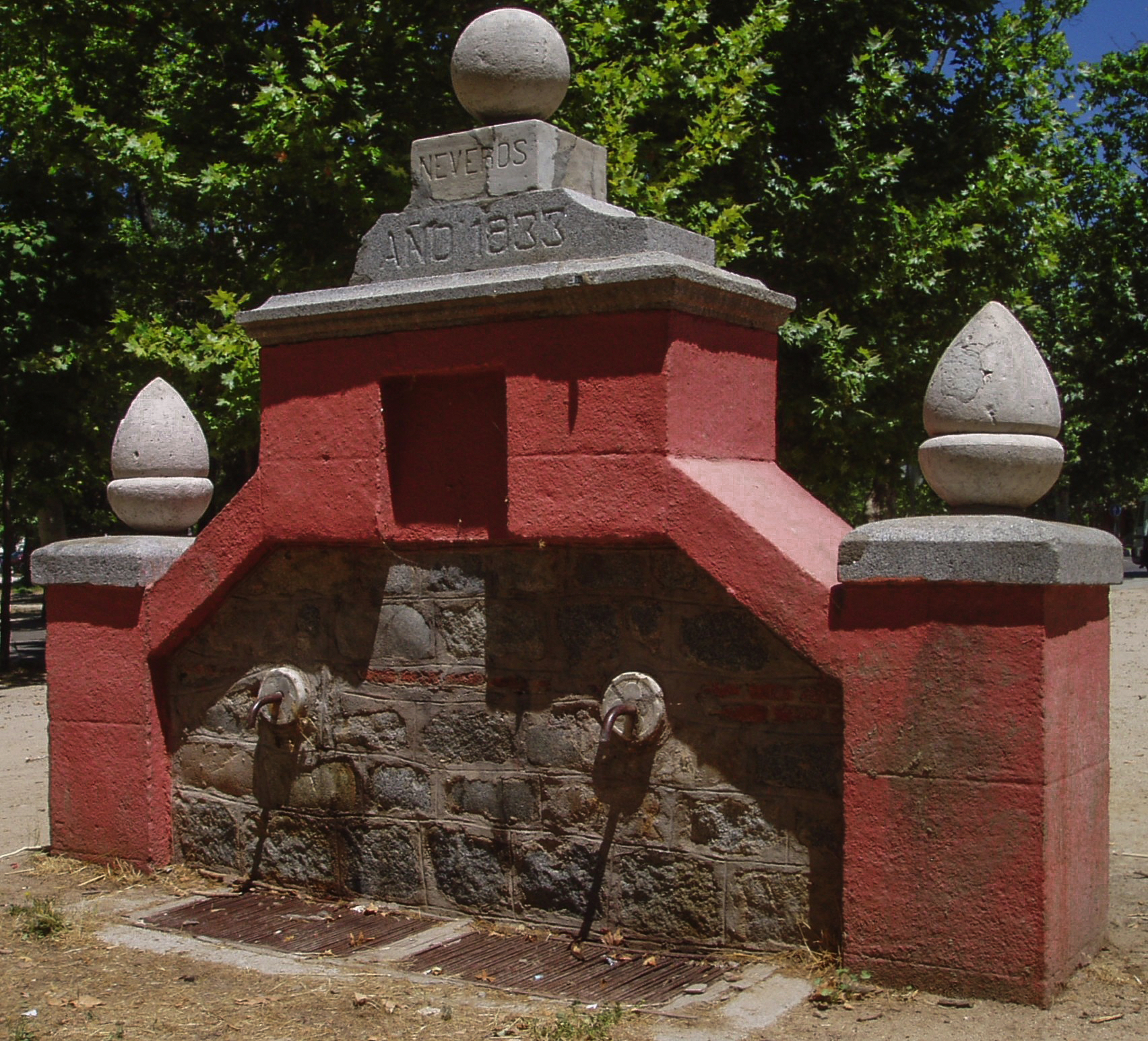
Fuente de Neveros

La fuente de Neveros (denominada también como fuente de los Neveros) es una fuente ubicada en la Casa de Campo de Madrid (en las cercanías del Lago). Fue construida durante la Segunda República en el año 1933 (tal y como indica una inscripción tallada en piedra). Se encontraba cerca de la Casa de los Patines (derribada en los años sesenta) dedicada a almacenar el material de patinaje empleado en el lago de patinaje ubicado en las cercanías (en la actualidad seco).

## Historia
La construcción de la fuente se realiza en el año 1933 durante la Segunda República, instante en el que se abre el parque al acceso público. La denominación 'neveros' (el que vende la nieve) se debe a la existencia de pozos de nieve existentes en la zona que recolectaban nieve en los meses de invierno para su comercialización posterior en los meses de verano en el mercado de Santo Domingo (generalmente antes del mes de julio). La propiedad de estos neveros en 1656 se debía a las construcciones de la Casa de Neveros ubicados en la zona y que estaban en posesión de Paulo Charquías.

## Características
La fuente posee dos pares de caños a cada lado. El paramento de la fuente está realizado en ladrillo y piedra simulando el aparejo toledano tan típico en Madrid. El ornamento de la fuente consiste en dos bellotas laterales y una bola todas ellas tallada en piedra caliza.